# Széchenyi István Közgazdasági, Informatikai Szakközépiskola és Kollégium, Nyíregyháza
A Nyíregyházi SZC Széchenyi István Technikum és Kollégium Nyíregyházán a Városmajor u. 4. szám alatt található.  

## Története
A kereskedelmi szakiskola ötletét először 1910-ben vetette fel Baruch Arthur, a Nyíregyházi Kereskedők és Gazdák Körének elnöke. Az iskola végül 1918-ben kezdte meg működését, Nyíregyházi Városi Felső Kereskedelmi Iskola néven.
1938-ban vette fel a legnagyobb magyar, gróf Széchenyi István nevét. Történelme során több változáson, átalakuláson ment keresztül, de alapjaiban mindig a térség középfokú gazdasági szakembereinek utánpótlását biztosította. A jelenlegi iskolaépület 1972. szeptemberében lett átadva a Városmajor utca 4. szám alatt, melyhez 1986-ban egy modern kollégiumi szárny, 1988-ban pedig 12 új tanterem épült.
2015-ben csatlakozott a Nyíregyházi Szakképzési Centrumhoz, ezzel felvéve a mai nevét. A gazdaságban végbement változásokkal összhangban az utóbbi 15 évben elsősorban gazdasági, ügyviteli és informatikai területekre képez szakembereket. 

## Az épületről
A kétszintes épület a város egy csendesebb környékén található. Az épületbe belépve az aulába érkezünk, ami iskolai ünnepségeknek ad otthont. A földszinten az osztálytermeken kívül megtalálhatjuk a könyvtárat, a tornatermet és a büfét. Az első emeleten nyelvi laborok és számítógéptermek vannak, valamint itt találhatjuk meg a vezetőségi irodákat, a tanári szobát és a titkárságot. Az első és második emeleten több számítógépterem, ilona. a másodikon egy fizikai és kémiai kísérletek elvégzésére alkalmas labor található. Az épület mellett található a Városmajor utcai kollégium. Az intézmény udvarán focipálya és kosárlabda pálya biztosítja a diákok sportolási lehetőségeit.

## Technikumi ágazatok és szakmák
A jelentkezők két tanulmányi területen (ágazat) belül, 3 szakma közül választhatnak, melyek a következők:
- Gazdálkodás és menedzsment
  - Pénzügyi-számviteli ügyintéző
  - Vállalkozási ügyviteli ügyintéző
- Informatika és távközlés
  - Szoftverfejlesztő és -tesztelő[2]

## Ünnepségek
- Szeptember 21. – Széchenyi-nap: Széchenyi Istvánra emlékezünk reggel egy műsorral, azt követően pedig vetélkedőn veszünk részt melynek középpontjában a legnagyobb magyar áll.
- Október: Verébavató, Szalagavató
- December, téli szünet előtti csütörtök – 12 órás kosárlabda mérkőzés, mely során 6-7 fős csapatok mérkőznek meg egymással reggel 8 órától este 8 óráig. Nemcsak a kosarasok játszanak, hanem volt és jelenlegi diákok, tanárok is.
- Január – Iskolagyűlés: kiderül, hogy milyen eredményeket értek el a diákok a félév során, milyen versenyeken vettek részt, melyik osztály érte el a legjobb osztályátlagot a félévi osztályzatoknál.
- Február – Széchenyi-bál: A bálon bárki részt vehet, aki szeretné az intézményt támogatni.

## Elismerések
Az Innovatív Képzéstámogató Központ által végzett Technikumi rangsor alapján az iskola az első évben 5. és a második és harmadik évben 2. lett, az ország összes technikumai közül.

## Híres diákok
- D. Nagy Lajos[4]
- Kovács Ferenc[5]
- Kósa Ferenc[6][7]